# Coupe Davis 1906
Navigation
Édition précédente Édition suivante
La Coupe Davis 1906 est la sixième du nom. L'épreuve masculine se déroule à Warple Road, Wimbledon, Londres, Grande-Bretagne pour le challenge round.
Challenge round, le vainqueur de la Coupe Davis de l'année précédente affronte directement le finaliste de l'année en cours. 
L'Australasia est une combinaison entre l'Australie et la Nouvelle-Zélande
Quatrième victoire consécutive pour la Grande-Bretagne.

## Demi-finale
le 1er mai 1906
- Australasie -  Autriche(w/o)

- France (w/o) -  États-Unis

## Finale
Lieu:Newport Athletic Club, Newport, Grande-Bretagne
du 7 juin au 9 juin
 États-Unis - Australasie 3-2
- 1 Holcombe Ward (usa) (V) - Leslie Poidevin (australasia) 6-2 6-4 7-5
- 2 Raymond Little(usa) - Anthony Wilding (australasia) (V) 2-6 6-8 1-6
- 3 Raymond Little (usa)Holcombe Ward(usa)(V) -- Leslie Poidevin (australasia) Anthony Wilding (australasia) 7-5 6-2 6-4
- 4 Holcombe Ward(usa) - Anthony Wilding (australasia) (V) 3-6 6-3 6-0 4-6 6-8
- 5 Raymond Little(usa) (V) - Leslie Poidevin (australasia) 6-2 1-6 7-5 6-2

## Challenge round
Lieu:Warple Road, Wimbledon, Londres, Grande-Bretagne
du 21 juillet au 24 juillet
 Royaume-Uni -  États-Unis 5-0
- 1 Sydney Smith (gbr) (V)- Raymond Little (usa) 6-4 6-4 6-1
- 2 Hugh Lawrence Doherty (gbr)(V)- Holcombe Ward (usa)6-2 8-6 6-3
- 3 Hugh Lawrence Doherty (gbr)Reggie Doherty (gbr) (V)-- Raymond Little (usa)Holcombe Ward(usa) 3-6 11-9 9-7 6-1
- 4 Sydney Smith (gbr)(V)- Holcombe Ward (usa)6-1 6-0 6-4
- 5 Hugh Lawrence Doherty (gbr)(V) - Raymond Little(usa) 3-6 6-3 6-8 6-1 6-3